# Here Is Gone
Here Is Gone – utwór zespołu Goo Goo Dolls wydany w 2002 jako pierwszy singiel promujący album Gutterflower. Kompozycja notowana była na polskich radiowych listach przebojów, m.in. na POPliście RMF FM oraz Liście Przebojów Trójki. Na POPliście piosenka utrzymywała się przez 4 tygodnie, osiągając jako najwyższą pozycję 7, natomiast na LP3 utwór był obecny przez 9 tygodni.

## Spis utworów na singlu
1. „Big Machine” – 3:10
2. „Here Is Gone” – 3:58
3. „Two Days In February” – 3:12
4. „Girl Right Next To Me” – 3:43